# خیار سرخپوستی
خیار سرخپوستی (نام علمی: Medeola) نام یک سرده از تیره سوسنیان است.